# Ченстонев-Кольонія
Ченстонев-Кольонія (пол. Częstoniew-Kolonia) — село в Польщі, у гміні Груєць Груєцького повіту Мазовецького воєводства.
Населення — 231 особа (2011).
У 1975-1998 роках село належало до Радомського воєводства.

## Демографія
Демографічна структура станом на 31 березня 2011 року:
|          | Загалом | Допрацездатний вік | Працездатний вік | Постпрацездатний вік |
| -------- | ------- | ------------------ | ---------------- | -------------------- |
| Чоловіки | 97      | 18                 | 71               | 8                    |
| Жінки    | 134     | 41                 | 78               | 15                   |
| Разом    | 231     | 59                 | 149              | 23                   |